# Hemorragia obstétrica
Hemorragias obstétricas são as hemorragias abundantes que ocorrem durante a gravidez, parto ou puerpério. Estas hemorragias podem ser vaginais e externas ou, menos frequentemente mais mais perigosas, internas na cavidade abdominal. As hemorragias estão geralmente relacionadas com a própria gravidez, mas algumas forma de hemorragia são causadas por outros eventos. As hemorragias obstétricas são uma das principais causas de mortalidade materna.

## Hemorragias durante o início da gravidez
Na CID-10, as hemorragias durante o início da gravidez (código O20.9) referem-se às hemorragias obstétricas antes das vinte semanas completas de idade gestacional. As hemorragias do primeiro trimestre são as hemorragias obstétricas durante o primeiro trimestre da gravidez (0-12 semanas de idade gestacional). A ocorrência de hemorragias durante o primeiro trimestre é bastante comum e estima-se que ocorram em cerca de 25% de todas as gravidezes diagnosticadas clinicamente.

## Hemorragias pré-parto
As hemorragias pré-parto são as hemorragias que ocorrem na gravidez a partir da 20ª-24ª semana de idade gestacional até ao termo da gravidez. A primeira consideração é a presença de placenta prévia, uma condição que geralmente necessita de parto por cesariana. O descolamento prematuro da placenta pode também levar a hemorragias obstétricas, por vezes ocultas.

## Hemorragias durante o parto
Para além da placenta prévia e do descolamento da placenta, pode ocorrer ruptura uterina; uma condição grave que provoca hemorragias internas ou externas. A hemorragia fetal é rara e geralmente pouco abundante, embora seja um risco sério para o bebé. Esta condição é denominada vasa previa, podendo por vezes ser diagnosticada por ecografia. Existem também exames para diferenciar o sangue materno do sangue fetal, o que pode ajudar a determinar a fonte da hemorragia.

## Hemorragias pós-parto
Uma hemorragia pós-parto é a perda de sangue superior a 500 ml após o parto vaginal ou 1000 ml após cesariana. Outras definições incluem instabilidade hemodinâmica, diminuição da hemoglobina superior a 1 g % ou necessidade de transfusão de sangue.